# LCCN
Library of Congress Control Number (bằng tiếng Anh, viết tắt: LCCN, tạm dịch: Số kiểm soát Thư viện Quốc hội) là một hệ thống số sêri để đánh số các biểu ghi biên mục thư viện tại Thư viện Quốc hội của Hoa Kỳ.

## Lịch sử
Hệ thống đánh số LCCN được dùng kể từ năm 1898. Vào thời điểm đó LCCN là viết tắt của Library of Congress Card Number (tạm dịch: Số thẻ Thư viện Quốc hội). Cũng có khi người ta gọi đó là Library of Congress Catalog Card (tạm dịch: Thẻ biên mục Thư viện Quốc hội). Thư viện Quốc hội làm ra những tấm thẻ chứa thông tin thư mục dùng cho công tác biên mục trong thư viện và có thể bán bản sao các bộ thẻ đó cho những thư viện khác có nhu cầu biên mục thư viện. Việc làm này gọi là biên mục tập trung hóa. Mỗi bộ thẻ được cấp một số sêri giúp nhận diện nó.
Mặc dù hầu hết thông tin thư mục ngày nay đã được điện tử hóa trong khâu tạo lập, lưu trữ và chia sẻ với các thư viện khác nhưng vẫn hiện hữu nhu cầu nhận diện từng biểu ghi cụ thể riêng biệt. Do vậy LCCN vẫn tiếp tục làm chức năng đó.
Các nhân viên thủ thư khắp nơi trên thế giới sử dụng mã số định danh độc nhất vô nhị này khi biên mục hầu hết các sách vở xuất bản tại Hoa Kỳ. LCCN giúp họ tiếp cận được với dữ liệu biên mục chính xác (hay còn gọi là biểu ghi biên mục) được Thư viện Quốc hội và các bên thứ ba đăng tải trực tiếp trên Internet và các phương tiện truyền thông khác.
Tháng 2 năm 2008, Thư viện Quốc hội giới thiệu dịch vụ LCCN Permalink cung cấp URL ổn định dẫn tới tất cả các LCCN.

## Định dạng
LCCN cơ bản nhất có định dạng gồm mã số năm và số sêri. 
- Mã số cho năm được ghi bằng hai chữ số đối với các năm trong giai đoạn 1898-2000 và bốn chữ số đối với các năm kể từ 2001 trở đi. Các trường hợp trùng ba năm thì được phân biệt thông qua kích cỡ số sêri. Có một số trường hợp bất thường về mã số năm bắt đầu với "7" do hậu quả của một thử nghiệm không thành công trong giai đoạn 1969-1972.
- Số sêri là một dãy gồm sáu chữ số và có thể bắt đầu bằng số "0". Giữa mã số cho năm và số sêri thường có dấu gạch nối để ngăn cách nhưng không bắt buộc phải có. Gần đây, Thư viện Quốc hội hướng dẫn các nhà xuất bản không thêm dấu gạch nối ngăn cách.